# Турунгас
Турунгас — река в России, протекает по Тарскому району Омской области. Устье реки находится в 172 км по правому берегу реки Шиш. Длина реки составляет 32 км.
В 18 км от устья, по левому берегу реки впадает река Чаула

## Данные водного реестра
По данным государственного водного реестра России относится к Иртышскому бассейновому округу, водохозяйственный участок реки — Иртыш от впадения реки Омь до впадения реки Ишим, без реки Оша, речной подбассейн реки — бассейны притоков Иртыша до впадения Ишима. Речной бассейн реки — Иртыш.
Код объекта в государственном водном реестре — 14010100312115300007024.